# كلية غرناطة
كلية غرناطة هي كلية مجتمع متوسطة، تأسست عام 1981، وهي أقدم كلية خاصة في محافظة إربد، حيث أن مدة الدراسة بها سنتان تحت اشراف جامعة البلقاء التطبيقية.
الكلية معتمدة اعتماداً عاماً وخاصاً من جامعة البلقاء التطبيقية ووزارة التعليم العالي وتمنح درجة الدبلوم في البرامج التالية:
- برنامج الأعمال المالية والإدارية

- المحاسبة
- نظم المعلومات الإدارية
- نظم المعلومات المحاسبية

البرنامج التربوي
- تربية الطفل
- تربية خاصة

برنامج الفنون التطبيقية
- التصميم الجرافيكي

البرنامج الفندقي والسياحي
- إدارة الفنادق

ولزيادة التعاون ما بين الكلية والمجتمع المحلي فقد تم فتح عدة دورات تؤهل حامليها للدخول إلى سوق العمل وتقليص نسبة البطالة في المجتمع المحلي ومن هذه الدورات:
دورات التصميم الجرافيكي
- فوتو شوب (بالإنجليزية: Photoshop)‏
- إلستراتور (بالإنجليزية: Illustrator)‏
- إن ديزياين (بالإنجليزية: In Design)‏
- كورل درو (بالإنجليزية: Corel Draw)‏
- ماكس (بالإنجليزية: 3D Studio Max)‏
- فلاش (بالإنجليزية: Flash)‏

دورات تكنولوجيا المعلومات
- البرمجة بلغة VB.net

بالإضافة إلى الدورات المميزة في سوق العمل
- إدارة المستشفيات.
- إدارة السياحة والسفر.
- تكنولوجيا المعلومات.
- صيانة الأجهزة الخلوية.
- فنون التلفزيون الشاملة.
- الشحن والتخليص الجمركي.
- هندسة وصيانة الحاسوب.
- التصميم الهندسي والداخلي.
- السكرتاريا وإدارة المكاتب.
- السجلات الطبية.
- تأهيل I.C.D.L.
- المطارات وخدمات المسافرين.
- التسويق ومهارات البيع.
- المحاسبة التطبيقية.
- نظم المعلومات الإدارية.
- إدارة الفنادق والسياحة.
- التصوير الفوتوغرافي.
- التمريض